# Industrie- und Handelskammer der DDR (Gebäude)

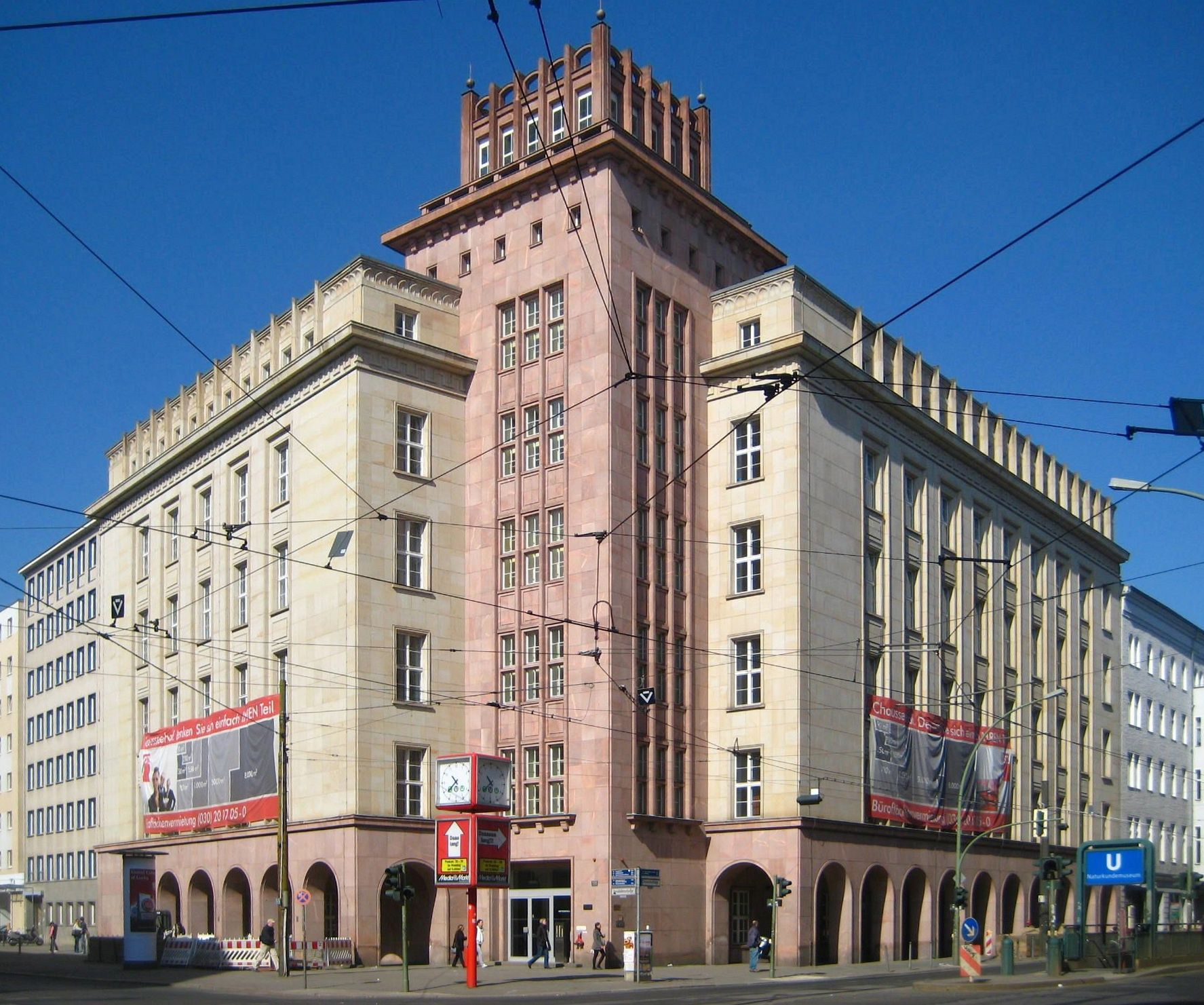
Gebäude der Industrie- und Handelskammer der DDR, 2010

Das ehemalige Gebäude der Industrie- und Handelskammer der DDR befindet sich im Berliner Bezirk Mitte an der Kreuzung von Chausseestraße und Invalidenstraße.

## Geschichte und Konzeption
Der Bau wurde von 1954 bis 1957 errichtet und von dem Architekten Johannes Päßler im Stil der Architektur der nationalen Traditionen gestaltet. Vorgängergebäude an dieser Stelle war die zweite C&A-Filiale in Deutschland. Das Gebäude ist sechsgeschossig und ist durch einen Arkadenbereich geprägt. Ein Anbau der Architekten Borchard und Balke wurde zwischen 1959 und 1961 errichtet. Der Komplex stellt ein herausragendes Beispiel der Baukultur in der Frühzeit der DDR dar. Nach der Wende zog die Industrie- und Handelskammer aus dem Gebäude aus.
2002–2005 wurde die Rückseite umgebaut, wobei Teile des Hofs in ein überdachtes Atrium umgewandelt wurden. Heutzutage steht der Komplex unter Denkmalschutz. Dazu gehört auch noch ein Teil der originalen Innenausstattung mit Edelholz-Einbauschränken.